# Ardisia maestrensis
Ardisia maestrensis är en viveväxtart som beskrevs av Ignatz Urban. Ardisia maestrensis ingår i släktet Ardisia och familjen viveväxter. Inga underarter finns listade i Catalogue of Life.